# هوگو ولف

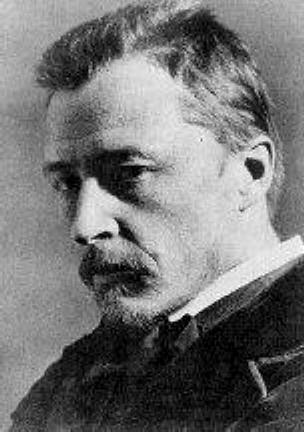
عکسی از هوگو ولف

هوگو فیلیپ یاکوب ولف (به آلمانی: Hugo Filipp Jakob Wolf) آهنگساز اتریشی اسلوونی‌تبار در ۱۳ مارس ۱۸۶۰ در ویندیشگرِتز (Windischgrätz) به دنیا آمد و در ۲۲ فوریهٔ ۱۹۰۳ در وین درگذشت.

## زندگی
پدرش دباغ و موسیقی‌دانی آماتور بود که ویلن و پیانو را از همان دوران کودکی به او آموخت، خانواده‌اش تمایل نداشتند که او تحصیلاتش را در زمینهٔ موسیقی ادامه دهد، اما او علاقه وافری به موسیقی داشت و چون دروس معمولی مدرسه‌اش را دوست نداشت، سه بار از مدرسه اخراج شد، در سال ۱۸۷۵ پدرش به وی اجازه داد که نزد عمه‌اش به وین برود و در کنسرواتور وین به تحصیل بپردازد، اما پس از دو سال، به خاطر بی‌انضباطی و مشاجرهٔ لفظی با مدیر کنسرواتوار از آنجا اخراج شد، او زندگی بسیار سختی داشت و از نظر مالی در مضیقه بود، پس از مدتی، منتقد موسیقی در روزنامهٔ «وینتر سالن بلات» شد که به خاطر مقاله‌های تند و اهانت‌آمیزش علیه برامس، نظر همگان را به خود معطوف کرد، اما در عوض واگنر را می‌ستود و همین رفتار او باعث برآشفته شدن موسیقی‌دانان حرفه‌ای شد و سخنان نیشدار آنها، ولف را به شدت رنجاند، او بیش از حد عصبی و پرخاشگر بود و این رفتارش سبب شد تا او نتواند کاری مناسب و ثابت برای خودش دست‌وپا کند.

## آثار
ولف آهنگ‌های بسیاری برای ارکستر و اپرا ساخت. بیشترین شهرتش برای لیدهای زیبایش بود و تعدادی لید بر روی ۴۳ شعر از موریک و ۵۰ شعر از گوته ساخت، او عمدهٔ آثارش را در میان سال‌های ۱۸۸۸ تا ۱۸۹۶ پدیدآورد. لیدهای او شباهت زیادی به آثار شوبرت و شومان دارد از برخی آثار مشهور او به پوئم سمفونیک پانتزیلیا، مانوئل ونگاس (اثر ناتمام ۱۸۹۷)، حدود بیست کُرال و بیش از ۳۰۰ لید بر روی اشعار گوته، موریک، آیزندورف، لنو و هاینه می‌توان نام برد، در ۱۸۹۷ سلامتش را کاملاً از دست داد و در تیمارستان بستری شد و پس از چهار ماه، پزشکان تصور کردند که او بهبود یافته و او را مرخص کردند، اما یک سال بعد دست به خودکشی زد، ولی او را نجات دادند و دوباره در بیمارستان روانی وین تحت مراقبت شدید قرار گرفت. در چهل‌وسه‌سالگی کاملاً روانی و فلج شد و در نهایت در ۲۲ فوریهٔ ۱۹۰۳ زندگی را بدرود گفت.

## برخی از آثار
- سرناد ایتالیایی برای سازهای زهی
- چهارنوازی برای سازهای زهی
- دفتر لید بر روی شعرهای گوته

## شنیدن آثار
- youtube
- Fruhe Lieder